# Bézaudun-sur-Bîne
Bézaudun-sur-Bîne este o comună în departamentul Drôme din sud-estul Franței. În 2009 avea o populație de 90 de locuitori.

## Evoluția populației
| An        | 1975 | 1982 | 1990 | 1999 | 2006 | 2009 |
| --------- | ---- | ---- | ---- | ---- | ---- | ---- |
| Populație | 68   | 61   | 47   | 55   | 80   | 90   |